# فيكتوريا سيكريت
فيكتوريا سيكريت (بالإنجليزية: Victoria's Secret)‏ هي أكبر محلات التجزئة الأمريكية في الملابس الداخلية ، أسسها روي رايموند في عام 1977، لأسباب غير معروفة، إلى ليس ويكسنر، مبتكر شركة شركة أل لمتيد المحدود في صفقة تترواح ما بين مليون دولار لتصل لقيمة 4 مليون دولار أمريكي.
من عام 1995 حتى عام 2018، كان عرض أزياء فيكتوريا سيكريت جزءً أساسيًا من صورة العلامة التجارية التي تتميز بمشهد سنوي للعارضات اللاتي يظهرن على مسرح عرض الأزياء على هيئة كائنات خيالية يطلق عليها «ملائكة». شهدت التسعينيات توسعًا متناميًا للشركة في جميع أنحاء مراكز التسوق، إلى جانب مع تقديم حمالة صدر مميزة ذاع صيتها بين النساء، والعلامة التجارية الجديدة التي تنحدر تحتها بأسم Body by Victoria، والتي تطور مجموعة من العطور ومستحضرات التجميل. في عام 2002، أعلنت فيكتوريا سيكريت إطلاق علامتها التجارية الجديدة PINK، وهي علامة تجارية تهدف إلى جذب المراهقين. ابتداءً من عام 2008، توسعت فيكتوريا سيكريت دوليًا، مع منافذ البيع بالتجزئة داخل المطارات الدولية، وامتيازات عدة في المدن الكبرى في خارج الولايات المتحدة، وفي المتاجر المملوكة للشركة في جميع أنحاء كندا والمملكة المتحدة.
بحلول عام 2016، بدأت حصة فيكتوريا سيكريت في السوق في الانخفاض، مما أفسح المجال بشكل متزايد لتفضيل المستهلكين المتزايد للملابس المريحة ذات الطابع الرياضي. ألغت الشركة توزيع كتالوجها الشهير السنوي في عام 2016. اعتبارًا من مايو 2020، ومع امتلاك العلامة التجارية أكثر من 1070 متجرًا، تحتل فيكتوريا سيكريت مرتبة أكبر بائع تجزئة للملابس الداخلية في الولايات المتحدة. أعلنت الشركة الأم L Brands عن الإغلاق المخطط لـ 250 متجرًا من متاجر Victoria's Secret وPink في عام 2020، وهو ما يمثل انخفاضًا بنسبة 25 بالمائة تقريبًا في جميع مواقع البيع بالتجزئة، في أعقاب جائحة COVID-19. 
قدم مساهمو L Brands شكوى إلى محكمة ديلاوير في يناير 2021، تفيد بأن الرئيس السابق ليس ويكسنر، من بين آخرين، خلق «ثقافة راسخة لكراهية النساء، والتنمر والمضايقات»، مما يخالف واجبه الائتماني تجاه الشركة، وما تسبب به للعلامة التجارية من تقليل لقيمتها الفعلية.